# SK Eintracht Wels
SK Eintracht was een Oostenrijkse voetbalclub uit Wels, in de deelstaat Opper-Oostenrijk. 

## Geschiedenis
De club werd in 1947 opgericht als SC Neukirchen/Lambach met zwart-witte clubkleuren. Eén jaar later verhuisde de club naar de stad Wels maar bleef wel nog twee jaar onder de oude naam spelen. In 1951 werd dan de naam Union Schwarz-Weiß Wels aangenomen. Twee jaar later verwisselde de club van voetbalbond, van Union naar ASKÖ waardoor de naam veranderd werd in ASKÖ Eintracht Wels. Ook de clubkleuren werden veranderd en nu werd het groen-wit. De naam SK Eintracht Wels werd pas in 1997 aangenomen.
In 1996 werd de club met één punt achterstand vicekampioen achter TSV Hartberg in de Regionalliga Mitte (derde klasse). Het volgende seizoen werd de club kampioen en promoveerde zo naar de 2. Bundesliga.
De club had een groot budget en goede spelers en was aan de start van het seizoen titelkandidaat. De ontnuchtering was echter groot aan de winterstop, Wels stond met één overwinning uit veertien wedstrijden op de laatste plaats. Er werden nog spelers gekocht van FC Linz, Austria Salzburg en SV Ried, maar de degradatie kon niet voorkomen worden. 
Na enkele succesloze seizoenen in de Regionalliga fusioneerde de club in 2003 met stadsrivaal Union en werd zo FC Wels.

## Bekende spelers en trainers
- Dietmar Emich
- Roland Huspek
- Ernst Knorrek
- Klaus Lindenberger
- Bernd Pfister
- Ralf Ruttensteiner
- Walter Schachner
- Jürgen Werner I